# 別姓
别姓是中文姓氏之一，在《百家姓》中排第322位。在现代是极罕见的姓氏。

## 起源
《姓氏考略》载，别成子之后。

## 郡望
- 京兆郡：即长安，今陕西西安、华县一带。
- 天水郡：汉元鼎三年置，今甘肃天水和陇西以东地区。

現時別姓人口主要集中在重慶市、湖北省、河南省一帶。

## 外部連結
[在维基数据编辑]
 《百家姓》
 《欽定古今圖書集成·明倫彙編·氏族典·別姓部》，出自陈梦雷《古今圖書集成》